# Municipio de Swan River
El municipio de Swan River (en inglés: Swan River Township) es un municipio ubicado en el condado de Morrison en el estado estadounidense de Minnesota. En el año 2010 tenía una población de 743 habitantes y una densidad poblacional de 7,59 personas por km².

## Geografía
El municipio de Swan River se encuentra ubicado en las coordenadas 45°53′2″N 94°26′31″O / 45.88389, -94.44194. Según la Oficina del Censo de los Estados Unidos, el municipio tiene una superficie total de 97.88 km², de la cual 95,79 km² corresponden a tierra firme y (2,13 %) 2,08 km² es agua.

## Demografía
Según el censo de 2010, había 743 personas residiendo en el municipio de Swan River. La densidad de población era de 7,59 hab./km². De los 743 habitantes, el municipio de Swan River estaba compuesto por el 99,19 % blancos, el 0,54 % eran afroamericanos, el 0,27 % eran amerindios. Del total de la población el 0,27 % eran hispanos o latinos de cualquier raza.